# Kevinge gård

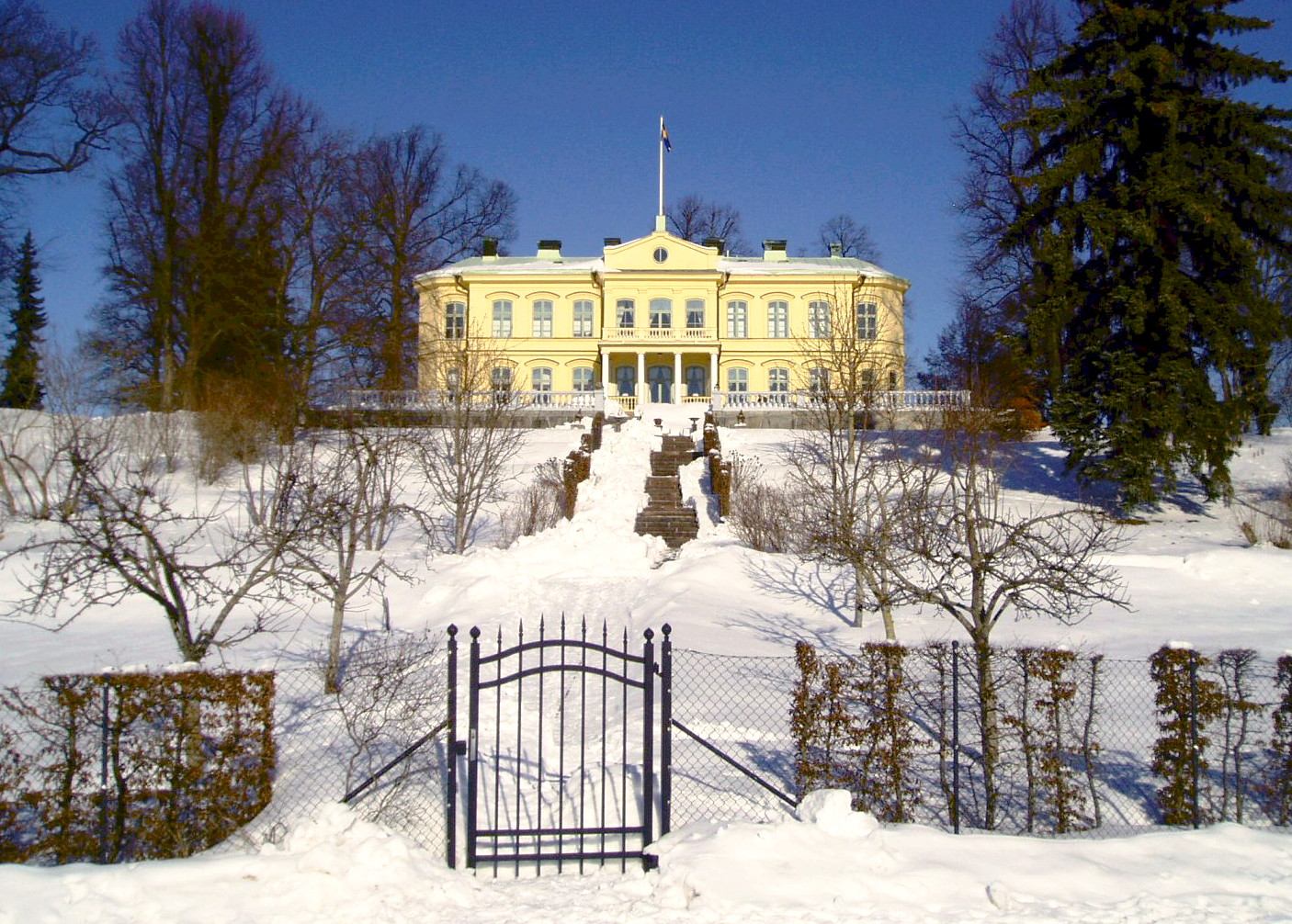
Kevinge gård in de winter (2010)

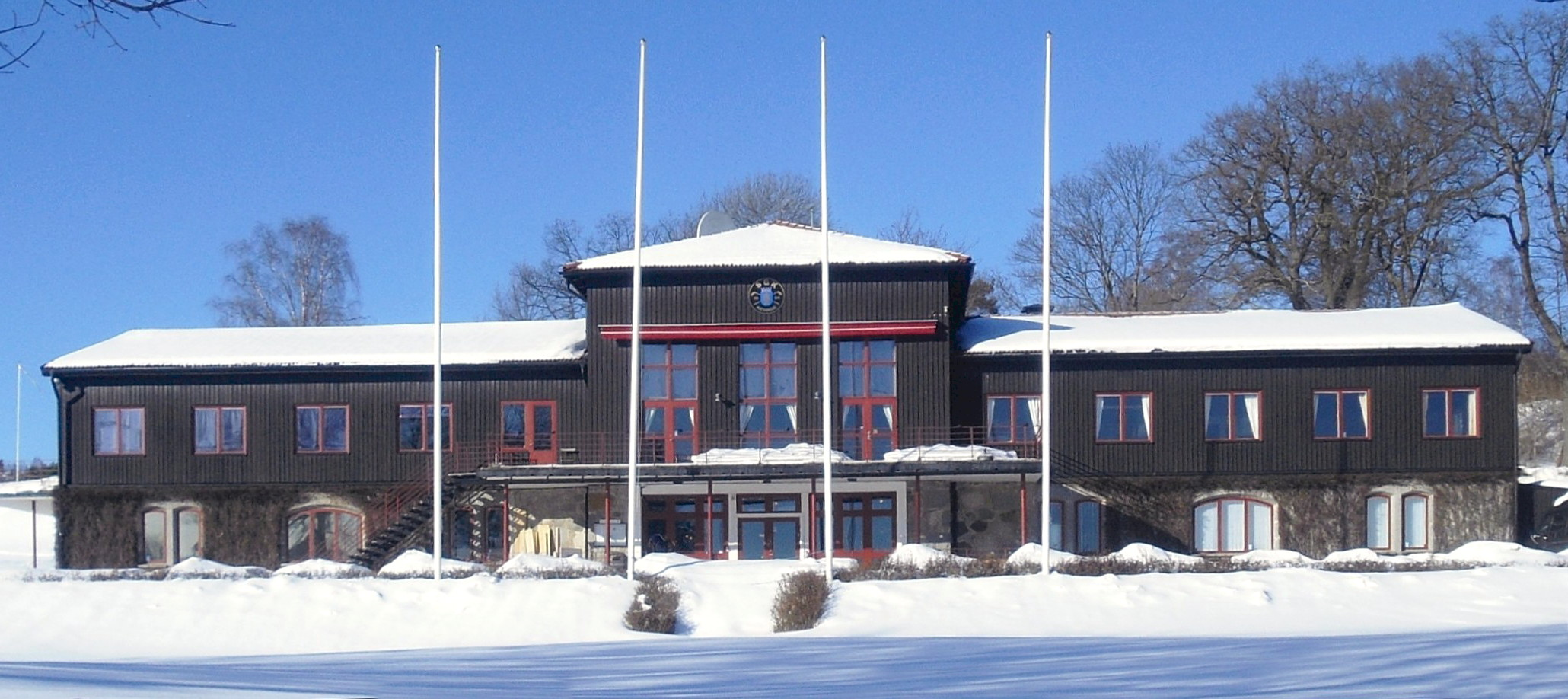
Clubhuis van de golfclub: de voormalige stallen van het landhuis

Kevinge gård is een kasteel in Zweden. Het ligt aan de baai Edsviken in de gemeente Danderyd, ten noorden van de Zweedse hoofdstad Stockholm. Het is door de jaren heen een hoeve, koninklijk leengoed en landhuis geweest. In 1930 werden 120 ha. van het landgoed gekocht door de Stockholmse golfclub en twee jaar later werd er een golfbaan geopend. De voormalige stallen zijn nu het clubhuis van de golfclub.
De in Parijs rijk geworden Zweedse zakenman Otto Gustav Bobergh, compagnon van de couturier Charles Frederick Worth, kocht het kasteel rond 1870 en heeft er ook gewoond.
Tegenwoordig is het een privé-woning.